# Agnes Maude Royden
Agnes Maude Royden, née le 23 novembre 1876 à Mossley Hill et morte le 30 juillet 1956 à Hampstead est une prédicatrice protestante et suffragiste britannique.

## Biographie

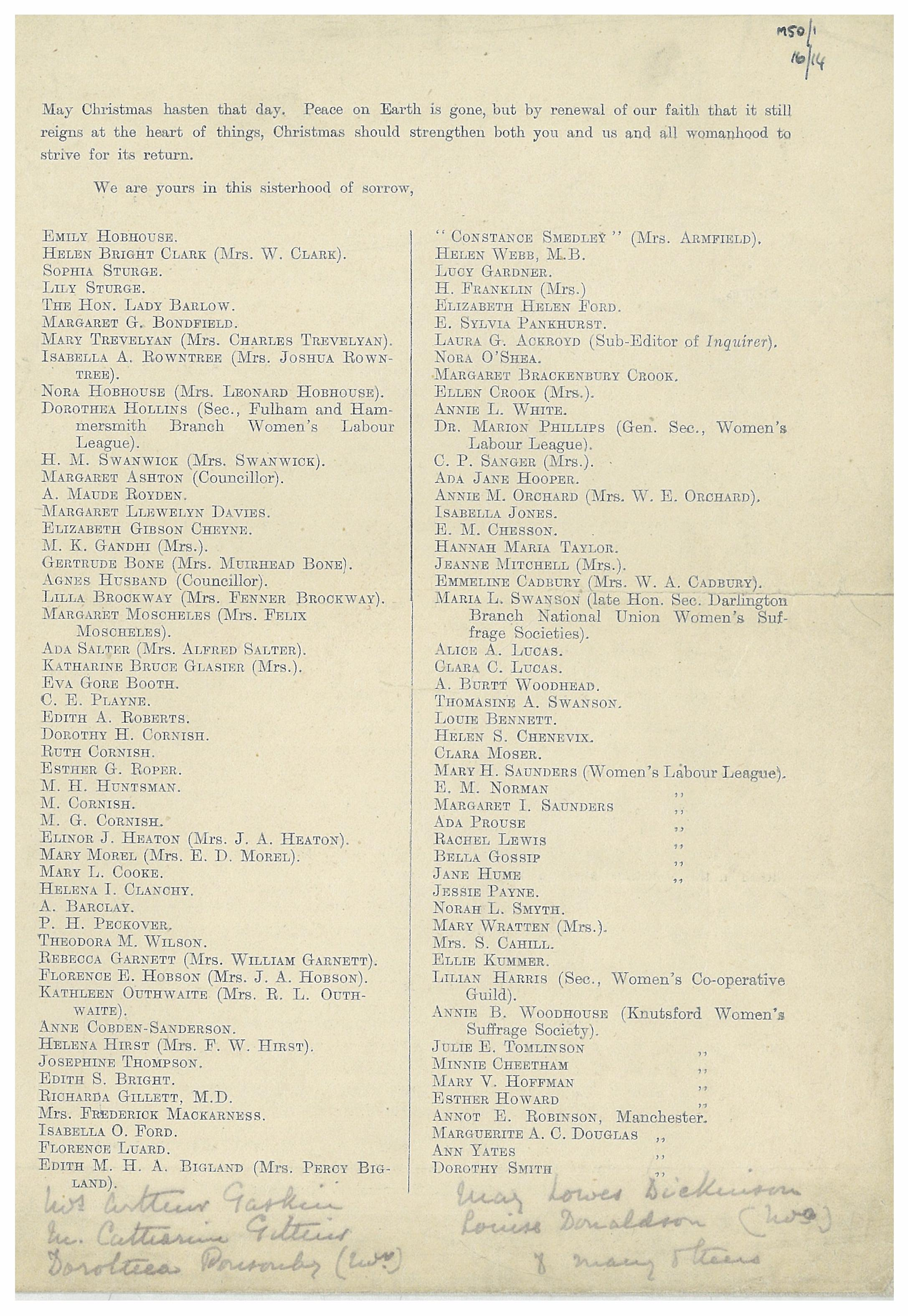
Lettre aux suffragistes de Manchester.

Maude Royden naît à Mossley Hill, près de Liverpool. Son père, Sir Thomas Bland Royden, est un baronnet, parlementaire et propriétaire d'un navire, sa mère, Alice Elizabeth Royden, est originaire de Liverpool. Elle est élevée à Frankby Hall, dans le Cheshire. Elle fait ses études au Cheltenham Ladies' College puis au Lady Margaret Hall d'Oxford.
Elle est assistante au City Temple de Londres, une église non-conformiste.

## Distinctions
- Ordre des compagnons d'honneur[1]
- Docteur honoris causa[1]